# Monomorium latinode
Monomorium latinode is een mierensoort uit de onderfamilie van de Myrmicinae. De wetenschappelijke naam van de soort is voor het eerst geldig gepubliceerd in 1872 door Mayr.